# Artignosc-sur-Verdon
Artignosc-sur-Verdon (okzitanisch Artinhòsc) ist eine französische Gemeinde mit 278 Einwohnern (Stand 1. Januar 2022) im Département Var in der Region Provence-Alpes-Côte d’Azur. Sie gehört zum Arrondissement Brignoles und zum Kanton Flayosc. Die Bewohner nennen sich die Artignoscais.

## Geographie
Der Fluss Verdon bildet die Grenze zur Gemeinde Saint-Laurent-du-Verdon. Die Nachbargemeinden sind Montagnac-Montpezat im Norden, Baudinard-sur-Verdon im Osten, Régusse im Südosten und Saint-Laurent-du-Verdon im Westen.

## Bevölkerungsentwicklung
| 1962 | 1968 | 1975 | 1982 | 1990 | 1999 | 2004 | 2006 | 2009 | 2011 |
| ---- | ---- | ---- | ---- | ---- | ---- | ---- | ---- | ---- | ---- |
| 160  | 173  | 181  | 187  | 201  | 221  | 237  | 238  | 293  | 300  |